# Spirit of Trees
Spirit of Trees is de sonate voor harp en gitaar van Alan Hovhaness.
Het is een sonate in de traditie van de barokmuziek, dus een aantal (relatief) korte stukjes die bij elkaar passen en soms ook muzikaal in elkaar overlopen. Hovhaness schreef in die baroktraditie een deel 1, dat geschreven is volgens ABA (hoofdthema, 2e thema; herhaling eerste thema). Deel 2 is de canon. Deel 3 begint met een aantal arpeggios en klinkt als een pastorale. In deel 4 zit de cadens voor de harp, gevolgd door een fuga. Deel 5 sluit het werk af en verwijst naar het begin.

## Delen
1. Andante cantabile – Maestoso rubati – Tempo I
2. Canon: Allegro (muziektempo)
3. Andante maestoso - Fuga Allegro – Andante grazioso
4. Moderato – Allegro conspirito
5. Andante appassionato

De muziek is sprookjesachtig en ingetogen.

## Discografie
- Uitgave Telarc: Yolanda Kondonassis (harp) en David Leisner (gitaar); in de eerste opname van dit werk in 1998; Galaxy Studio in Mol (België).

## Bron
- de Telarc compact disc
- Hovhaness.com